# Акри
А́кри (порт. Acre) — штат на северо-западе Бразилии, относящийся к Северному региону страны. Граничит со штатами Амазонас на севере и Рондония на востоке, а также с Боливией на юго-востоке и Перу на юго-западе. Административный центр — город Риу-Бранку.

## Этимология
Название штата происходит от названия реки Акри, притока реки Пурус, которое в переводе с языка индейцев означает «река кайманов».

## География
Фактически вся территория штата относится к бассейну Амазонки. На западной границе с Перу расположены горы Серра-ду-Дивизор (Контамана), максимальная высота которых достигает 609 м.
К основным рекам Акри относятся притоки Амазонки Журуа и Пурус (с притоками), протекающие в направлении на север и северо-восток штата.
Климат в Акри экваториальный. Среднегодовая температура здесь составляет +26 °C. Времён года два — дождливое лето жаркое и влажное с ноября по март и менее дождливая зима сухая с апреля по октябрь. За год в Акри выпадает от 1800 до 2400 мм осадков, причём большее их количество приходится на западную часть штата.
Около 45 % территории штата составляют индейские резервации и охраняемые природные объекты, в частности национальный парк Серра-ду-Дивизор.

## История
Первоначально район штата Акри принадлежал Боливии, но во время каучуковой лихорадки сюда проникло много бразильцев, что вызвало череду политических споров между Боливией и Бразилией. В 1900 году правительство Бразилии признало боливийский суверенитет над Акри, но бразильское население района восстало против боливийского правительства и провозгласило независимую Республику Акри.
После ряда военных конфликтов по договору, заключённому 17 ноября 1903 года, территория Акри, в обмен на 2 млн фунтов стерлингов, отошла к Бразилии, став федеральной территорией. В 1962 году федеральная территория Акри была преобразована в штат.
Сегодня Акри — один из наименее населённых и наименее экономически развитых штатов Бразилии.

## Демография
Согласно сведениям, собранным в ходе переписи 2010 г. Национальным институтом географии и статистики (IBGE), население штата составляет:
| Полное население                       | Полное население                       | Полное население                       | Полное население                       | 733 559 |
| -------------------------------------- | -------------------------------------- | -------------------------------------- | -------------------------------------- | ------- |
| в том числе:                           | Городское население                    | 532 279                                | Процент городского населения, %        | 72,56   |
|                                        | Сельское население                     | 201 280                                | Процент сельского населения, %         | 27,44   |
|                                        | Мужское население                      | 368 324                                | Процент мужского населения, %          | 50,21   |
|                                        | Женское население                      | 365 235                                | Процент женского населения, %          | 49,79   |
| Плотность населения, чел/км²           | Плотность населения, чел/км²           | Плотность населения, чел/км²           | Плотность населения, чел/км²           | 4,47    |
| Население штата в % к населению страны | Население штата в % к населению страны | Население штата в % к населению страны | Население штата в % к населению страны | 0,38    |

## Административно-территориальное устройство
Штат Акри делится на два мезорегиона, Вали-ду-Акри (восточный) и Вали-ду-Журуа (западный), которые, в свою очередь, включают в себя ряд микрорегионов.
|    |  | Муниципалитет (русск.) | Муниципалитет (порт.)    | Площадь, км² | Мезорегион    | Микрорегион     |
| -- |  | ---------------------- | ------------------------ | ------------ | ------------- | --------------- |
| 1  |  | Акреландия             | Acrelândia               | 1574,55      | Вали-ду-Акри  | Риу-Бранку      |
| 2  |  | Асис-Бразил            | Assis Brasil             | 2875,915     | Вали-ду-Акри  | Бразилея        |
| 3  |  | Бразилея               | Brasileia                | 4336,189     | Вали-ду-Акри  | Бразилея        |
| 4  |  | Бужари                 | Bujari                   | 3467,681     | Вали-ду-Акри  | Риу-Бранку      |
| 5  |  | Капишаба               | Capixaba (Acre)          | 1713,412     | Вали-ду-Акри  | Риу-Бранку      |
| 6  |  | Крузейру-ду-Сул        | Cruzeiro do Sul (Acre)   | 7924,943     | Вали-ду-Журуа | Крузейру-ду-Сул |
| 7  |  | Эпитасиуландия         | Epitaciolândia           | 1659,131     | Вали-ду-Акри  | Бразилея        |
| 8  |  | Фейжо                  | Feijó (Acre)             | 2 202,027    | Вали-ду-Журуа | Тарауака        |
| 9  |  | Жордан                 | Jordão (Acre)            | 5428,765     | Вали-ду-Журуа | Тарауака        |
| 10 |  | Мануэл-Урбану          | Manoel Urbano            | 9386,961     | Вали-ду-Акри  | Сена-Мадурейра  |
| 11 |  | Марешал-Тауматургу     | Marechal Thaumaturgo     | 7743,828     | Вали-ду-Журуа | Крузейру-ду-Сул |
| 12 |  | Мансиу-Лима            | Mâncio Lima              | 4672,321     | Вали-ду-Журуа | Крузейру-ду-Сул |
| 13 |  | Пласиду-ди-Кастру      | Plácido de Castro (Acre) | 2047,455     | Вали-ду-Акри  | Риу-Бранку      |
| 14 |  | Порту-Акри             | Porto Acre               | 2984,643     | Вали-ду-Акри  | Риу-Бранку      |
| 15 |  | Порту-Валтер           | Porto Walter             | 6093,4       | Вали-ду-Журуа | Крузейру-ду-Сул |
| 16 |  | Риу-Бранку             | Rio Branco               | 9222,577     | Вали-ду-Акри  | Риу-Бранку      |
| 17 |  | Родригес-Алвес         | Rodrigues Alves (Acre)   | 3304,559     | Вали-ду-Журуа | Крузейру-ду-Сул |
| 18 |  | Санта-Роза-ду-Пурус    | Santa Rosa do Purus      | 5981,137     | Вали-ду-Акри  | Сена-Мадурейра  |
| 19 |  | Сена-Мадурейра         | Sena Madureira           | 25278,095    | Вали-ду-Акри  | Сена-Мадурейра  |
| 20 |  | Сенадор-Гиомард        | Senador Guiomard         | 1837,294     | Вали-ду-Акри  | Риу-Бранку      |
| 21 |  | Тарауака               | Tarauacá                 | 15553,43     | Вали-ду-Журуа | Тарауака        |
| 22 |  | Шапури                 | Xapuri                   | 5250,931     | Вали-ду-Акри  | Бразилея        |

## Экономика
Экономика Акри основана на добыче природных ресурсов. В штате производится сбор латекса каучуковых деревьев, а также незаконная добыча древесины. Важными прожиточными промыслами для местного населения являются охота и рыболовство.
Кроме того, население штата занимается сбором сока гевеи и бразильских орехов, а также выращиванием маниока, бобов, сахарного тростника и риса, главным образом, для местного потребления. Также в штате производятся лесозаготовки, на границе с Перу расположены золотые прииски.
Акри — один из штатов, где наиболее развита борьба за сохранение окружающей среды: в своё время штат сильно пострадал от действий контрабандистов древесины и фермеров, сжигавших амазонскую сельву для разведения крупного рогатого скота.